# Contrainsurgencia

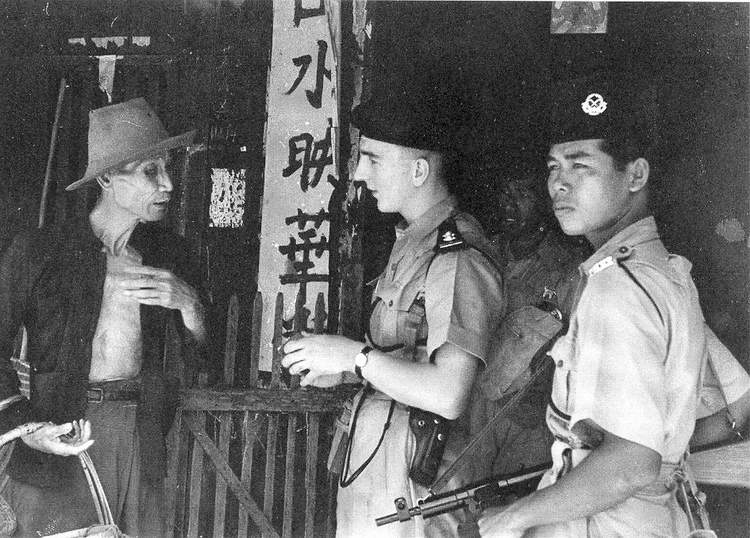
Policías interrogan a un civil durante la emergencia malaya. La contrainsurgencia implica acción de autoridades tanto policiales como militares.

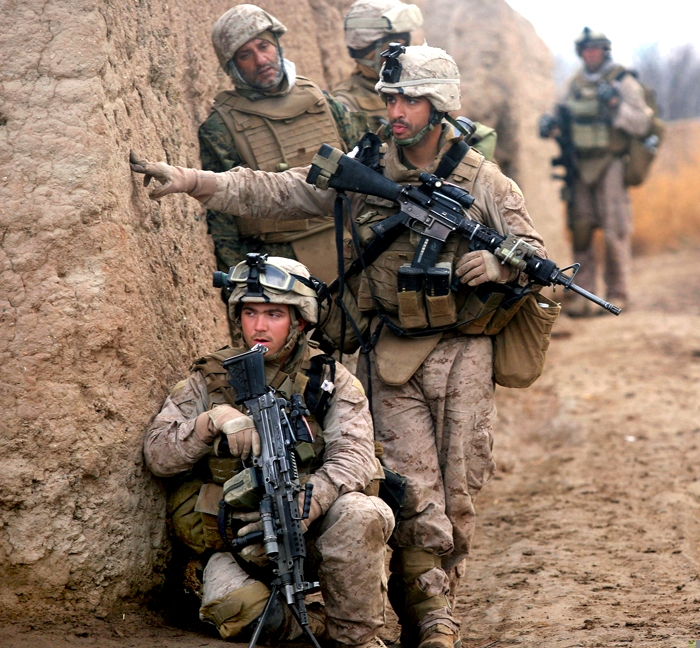
Marines estadounidenses patrullando durante una operación contrainsurgencia en Marjah, Afganistán, en febrero de 2010.

La contrainsurgencia es  un conjunto de técnicas y prácticas aplicadas por los Estados con el objetivo de detectar y destruir a los miembros y bases de apoyo de los grupos insurgentes. Dichas medidas son de dos tipos: por un lado, operaciones militares, policiales y de inteligencia, destinadas a degradar la capacidad de acción de la insurgencia y eliminarla si es posible, y, por otro, acciones de apoyo a la población combinadas con otras de propaganda y guerra psicológica, encaminadas a influir en el ánimo de la población civil y debilitar o incluso anular el apoyo que esta presta a la insurgencia, que de esta manera quedaría privada del medio fundamental en el que vive y desarrolla su actividad («ganar corazones y mentes», según la expresión utilizada por primera vez por el general francés Louis Hubert Lyautey durante su campaña contra la insurgencia de las llamadas Banderas Negras en la frontera entre China e Indochina en 1895 y que fue empleada posteriormente por los británicos durante la Emergencia Malaya y por los estadounidenses durante la guerra de Vietnam). En numerosos casos, los estados han combinado técnicas de contrainsurgencia con prácticas de «guerra sucia», actividades ilegales y contrarias a los derechos humanos, tales como ejecuciones extrajudiciales, secuestros y torturas, que podrían constituir crímenes de guerra y crímenes contra la Humanidad.

## Estrategias
Un ejemplo de contrainsurgencia se produjo en la guerra civil de El Salvador, en la cual Estados Unidos gastó mil millones de dólares destinados a la contrainsurgencia a fin de neutralizar a las fuerzas guerrilleras del FMLN. Este dinero fue empleado en la compra de aviones, entrenamientos al ejército y tecnología militar de avanzada.
Dichas tácticas contrainsurgentes, se emplearon durante la guerra de Vietnam por el ejército francés y desarrolladas por el ejército estadounidense, en dicho conflicto se utilizaron medidas como:
- Aldeas estratégicas
- Control de entradas y salidas de la población
- Censos de todos los pobladores de una aldea estratégica
- Labor social del ejército

## Casos
La historia de las campañas contrainsurgencia no se muestra muy favorable con los ejércitos que las han librado antes de la guerra de Vietnam. Al principio la contrainsurgencia consistía en una represión férrea, pero gracias a la experiencia y a la meditación las estrategias fueron cambiando para lograr atraerse al pueblo hacia la causa gubernamental.
1. Durante las guerras napoleónicas los españoles causaron graves bajas a los ejércitos de Napoleón y, hasta el final de sus días, la campaña en España fue la gran espina clavada en el orgullo de Napoleón, incluso por encima de la derrota en Rusia.[1]
2. Entre  1927 y 1933 las tropas del EDSN lideradas por el nacionalista nicaragüense Augusto C. Sandino lograron sostener una guerra nacional en las montañas tropicales de Las Segovias que fue muy aleccionadora para los oficiales y marines estadounidenses que posteriormente combatirían en la Segunda Guerra Mundial.
3. Durante la Segunda Guerra Mundial los japoneses aplicaron la norma de los Tres todos (Quémalo todo, mátalo todo y destrúyelo todo) en las regiones y países que ocuparon.
4. En 1954 los vietnamitas del Vietminh derrotaron a los franceses en la guerra de Indochina.
5. En 1975 los estadounidenses se retiraron perdiendo lla guerra de Vietnam.
6. En 1989 los soviéticos se retiraron de Afganistán y unos años después cayó el gobierno procomunista.[2]
7. Desde 1960 en el Conflicto armado interno de Colombia, se aplican políticas contrainsurgentes por el gobierno apoyado por los estadounidenses.[3]

## Un ejemplo exitoso
Una de las campañas contrainsurgencia más famosas y que ha marcado las líneas de actuación de las siguientes fue la llevada a cabo por los británicos en Malasia tras la Segunda Guerra Mundial.
A consecuencia de una serie de atentados y ataques realizados por guerrillas, especialmente el Partido Comunista Malayo, el gobierno británico vio la necesidad de combatir estas acciones de un modo diferente, ante la incapacidad de las unidades regulares para encontrar y neutralizar a los grupos guerrilleros.
La campaña tenía tres ejes básicos:
- Asentar a la población civil en nuevos poblados protegidos y cerrados (desarraigo). Así los habitantes podían ser controlados, tanto para entrar como para salir, reduciendo a las guerrillas las posibilidades de obtener suministros, armas, información, etc.
- Ofrecer la imagen de que es el gobierno y no las guerrillas quienes pueden proporcionar un sistema de vida mejor a la población. Para este fin se imprimieron folletos ilustrados y se suministró ayuda a las aldeas en forma de cuidados sanitarios o alimentos, entre otras.
- Combatir a las guerrillas en su propio terreno, la jungla malaya, empleando una fuerza casi igual a la guerrillera; en el sentido de ser pequeña y móvil, poseer un gran conocimiento del terreno e independencia del resto del ejército. Para ello volvió a formarse el SAS, se desarrolló la táctica del "salto a los árboles" (para caer dentro de la jungla) y se llevaron a cabo varias misiones de búsqueda y destrucción.

En la serie "Soldados" de la BBC califica la campaña como un éxito, pese a que Malasia terminó siendo independiente. Posteriormente los estadounidenses adaptaron varias de estas técnicas en Vietnam con un resultado catastrófico. En la colección Nam llega a describirla como la mejor forma de reclutamiento que tenía el Vietcong.

## Vietnam y Afganistán
Tras la guerra en el sureste asiático la lucha contra la insurgencia dio un vuelco por dos razones:
- Conciencia en las grandes potencias de que no todas las guerras son susceptibles de ser ganadas.
- Experiencias obtenidas en las campañas anteriores y estudiadas profusamente.

De este modo los fracasos de los movimientos guerrilleros e insurgentes se han ido acumulando progresivamente:
1. El Frente Polisario no logró imponerse al ejército marroquí, pese a sus éxitos iniciales.[5]
2. En El Salvador la guerrilla del FMLN no pudo derrotar por las armas a la Fuerza Armada de El Salvador y no logró la toma del poder político por la fuerza esto debido a que la Fuerza Armada ocupó tácticas de Guerra de Guerrillas, sin embargo se firmaron acuerdos de paz que habilitaron al FMLN como partido político, ganando las elecciones presidenciales en 2009 y en 2014, llevando como candidato a un exguerrillero.
3. Los contras nicaragüenses no lograron derrocar al gobierno Sandinista, mismo que salió al ser derrotado en las urnas durante las elecciones del 25 de febrero de 1990.
4. En Guatemala se terminó firmando la paz entre el gobierno y las guerrillas de la UNRG.